# بولوني - جسر سان كلود (مترو باريس)
بولوني - جسر سان كلود (بالفرنسية: Boulogne – Pont de Saint-Cloud)‏ هي محطة مترو تابعة لمترو باريس تقع في فرنسا في بولون-بيانكور. تقع المحطة تحت روند بوينت رين ودانوب ، بالقرب من جسر بونت دي سان كلو فوق نهر السين في بلدية بولوني بيلانكور.
تم افتتاح المحطة في 2 أكتوبر 1981 عندما تم تمديد الخط 10 من بولوني جان جوريس